# Malte Metzelder
Jan Malte Metzelder (19 de mayo de 1982, Haltern, distrito de Recklinghausen, Renania del Norte-Westfalia), es un exfutbolista alemán y entrenador. Jugaba de defensa central. Actualmente es director general de Deportes del Preußen Münster.
Es hermano del histórico defensor alemán, Christoph Metzelder.

## Trayectoria
Metzelder hizo su debut profesional en el SC Preußen Münster en 2001, y dos años más tarde se trasladó a Borussia Dortmund para jugar junto a su hermano mayor Christoph. Sin embargo, Malte aparecía muy de vez en cuando entre los titulares, acumulando solo 9 partidos en la temporada 2003/04 de la Bundesliga, agregándole solo dos minutos en un partido de la Copa de la UEFA contra el FK Austria Wien, en donde ganaría el equipo alemán 2 a 1.
En 2005, Metzelder dejó Dortmund y se unió al VfR Aalen de la Regionalliga Süd (entonces tercera división). Dos años más tarde se quedó en la categoría, siendo decisivo en la promoción del FC Ingolstadt 04 a la 2. Fußball-Bundesliga en su primera temporada.

## Vida personal
El hermano mayor de Metzelder, Christoph, también es futbolista profesional, habiendo jugado en el Real Madrid, Shalke 04 y en el Borussia Dortmund entre otros equipos y también habiendo disputado dos mundiales con la selección alemana de fútbol.